# Sân bay Owando
Sân bay Owando (IATA: FTX, ICAO: FCOO) là một sân bay ở Owando, tỉnh Cuvette, Cộng hòa Congo.

## Vị trí và cơ sở vật chất
Sân bay nằm cách thị trấn khoảng 4 km về phía đông nam, trên độ cao 1214 ft (370 m) so với mực nước biển. Nó có một đường băng trải nhựa dài 2050 m.